# Петрушина Гора
Петрушина Гора (рос. Петрушина Гора) — присілок у Лузькому районі Ленінградської області Російської Федерації.
Населення становить 29 осіб. Належить до муніципального утворення Торковичське сільське поселення.

## Історія
Згідно із законом від 28 вересня 2004 року № 65-оз належить до муніципального утворення Торковичське сільське поселення.

## Населення
| 1838 | 1857 | 1862 | 1882 | 1965 | 1997 | 2007 |
| ---- | ---- | ---- | ---- | ---- | ---- | ---- |
| 142  | ↗204 | ↘156 | ↗277 | ↘107 | ↘11  | ↘5   |
| 2010 |      |      |      |      |      |      |
| ↗29  |      |      |      |      |      |      |